# Anaesthetobrium javanicum
Anaesthetobrium javanicum är en skalbaggsart som beskrevs av Stefan von Breuning 1957. Anaesthetobrium javanicum ingår i släktet Anaesthetobrium och familjen långhorningar. Inga underarter finns listade i Catalogue of Life.